# Sop Architekten

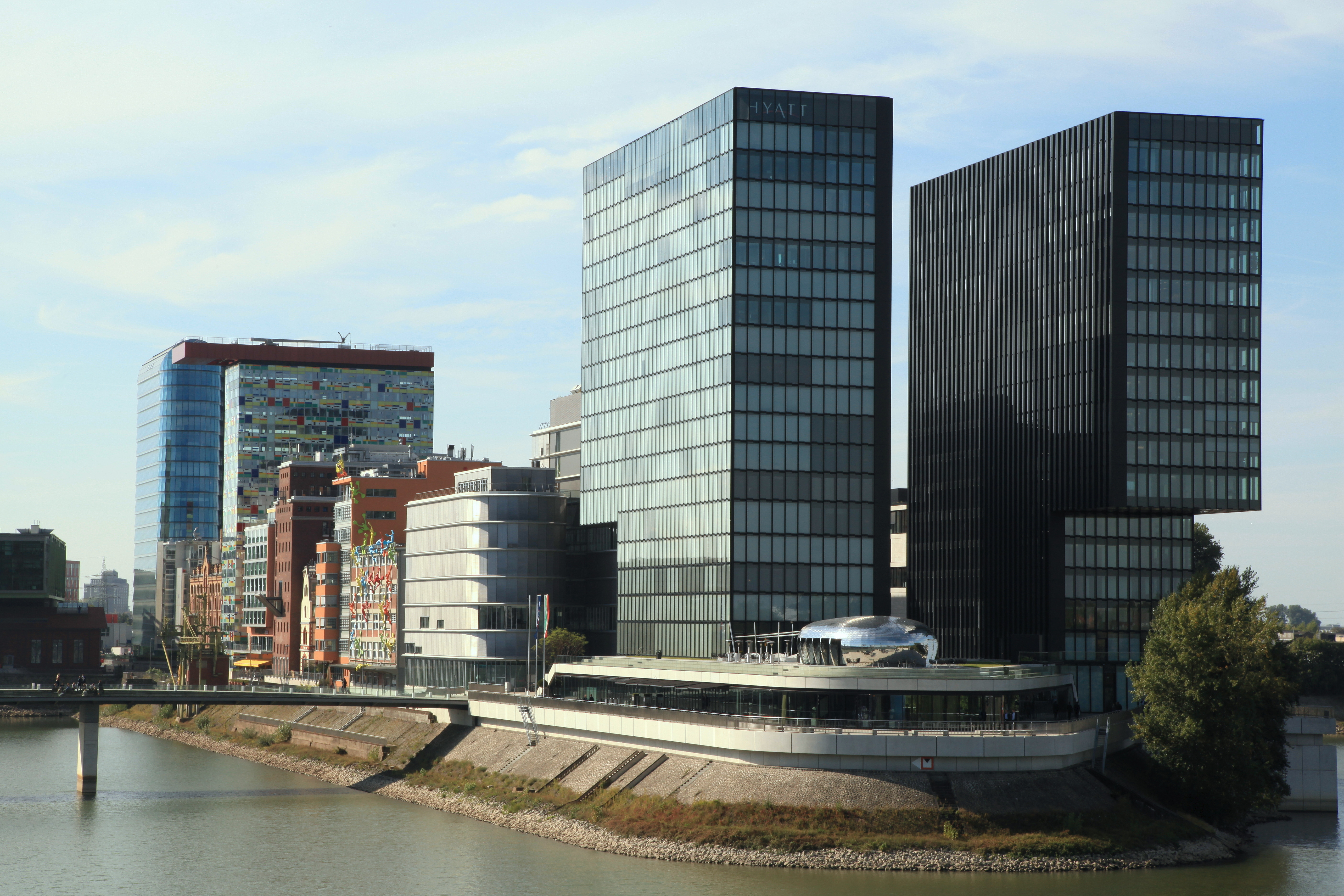
Hafenspitze Düsseldorf mit Hyatt-Hotel

Das Architekturbüro slapa oberholz pszczulny | sop architekten mit Sitz in Düsseldorf entwickelt und realisiert Büro-, Gewerbe-, Hotel-, Industrie- und Wohnungsbauten sowie Flughäfen, Sportstätten oder Einrichtungen für Lehre und Forschung im In- und Ausland. Die Architekten und geschäftsführenden Gesellschafter Jurek Meinhard Slapa, Helmut Oberholz, Zbigniew Pszczulny und Wolfgang Marcour arbeiten seit Ende der 1980er Jahre zusammen. 

## Geschichte
sop architekten ging 2010 aus dem Architekturbüro JSK Düsseldorf hervor. Dieses wurde 1987 von Jurek Slapa und H.W. Joos gegründet. 1988 traten Helmut Oberholz und Zbigniew Pszczulny als Partner und spätere Gesellschafter bei. In den Folgejahren entstanden im Düsseldorfer Büro maßgeblich zahlreiche namhafte Projekte, wie der Flughafen Frankfurt Airport Terminal 2 (1996), das Stilwerk Düsseldorf (2000) oder die E.ON Ruhrgas Hauptverwaltung in Essen (2010). 2010 trennte sich das Düsseldorfer Büro von der JSK Gruppe und arbeitet fortan unter slapa oberholz pszczulny | sop architekten. Das Tätigkeitsfeld umfasst unabhängig von Projektart und Größe städtebauliche Planung und Analyse, Objektplanung in allen Leistungsphasen, Projekt- und Baumanagement, Generalplanung, innenarchitektonische Maßnahmen oder die Revitalisierung von Bestandsobjekten. Mit Bauten wie dem neuen Düsseldorfer Flughafen (2003), der Merkur Spiel-Arena (2004), dem Hochhaus Gap 15 (2005), dem Hyatt Hotel und der Hafenspitze im Düsseldorfer Medienhafen (2010) oder der Erweiterung der Messe Düsseldorf (2004–2013) haben die Architekten Slapa, Oberholz, Pszczulny das Gesicht der Landeshauptstadt Düsseldorfs stark beeinflusst. Das Orjin Maslak Plaza in Istanbul (2013) oder das EM-Stadion in Breslau (2011) zählen zu den internationalen Referenzen von sop architekten.

## Bauwerke
Realisierte Projekte der JSK Düsseldorf (bis 2010):
- Flughafen-Terminal 2, Frankfurt/Main (1996)
- Geschäftszentrum Fort-Malakoff-Park, Mainz (1997)
- Hotel Hyatt Regency, Mainz (1998)
- Airport Düsseldorf International (2001, 1. Preis 1997)
- Stilwerk, Düsseldorf (2001, 1. Preis 1997)
- Hohenzollernwerk, Düsseldorf (2003)
- Broker-Office-Center, Frankfurt (2004)
- Bahnhof Messe/Arena, Düsseldorf (2004)
- LTU arena Düsseldorf (2004, 1. Preis 1998)
- Eingangsgebäude Nord + Nord Erweiterung Messe Düsseldorf (2004–2010)
- Revitalisierung Messe Düsseldorf (2004–2010)
- Hochhaus GAP 15, Düsseldorf (2005, 1. Preis 2002)
- EON Ruhrgas, Essen (2007, 1. Preis 2006)
- Kö 18, Düsseldorf (2008)
- DEG-Firmenzentrale, Köln (2008)
- Logistikzentrale von Hoberg & Driesch, Düsseldorf (2008)
- Hafenspitze Düsseldorf (2010, 1. Preis 2000)

Realisierte oder in Bau befindliche Projekte der daraus hervorgegangenen sop architekten (seit 2010):
- UEFA-Stadion Breslau (2011, 1. Preis 2007)
- Nikolaus-Kopernikus-Flughafen, Breslau (2011)
- La Cour Vivaki, Düsseldorf (2012)
- Orjin Maslak, Istanbul (2013)
- Vallourec-Hauptverwaltung, Düsseldorf (2013)
- Verwaltung Flughafen Düsseldorf (2014, 1. Preis 2012)
- Bürogebäude Belsenpark, Düsseldorf (2015)
- Clara und Robert, Düsseldorf (2015)
- Instituts- und Laborgebäude, Bergische Universität Wuppertal (2017, 1. Preis 2011)[veraltet]
- DEG-Campus, Köln (2017)[veraltet]
- Andreasquartier, Düsseldorf (2017, 1. Preis 2008)[veraltet]
- RWTH Aachen, Cluster Biomedizintechnik (2018, 1. Preis 2015)
- Equilo, Köln (2017)
- Goldbeck-Unternehmenszentrale, Bielefeld (2017, 1. Preis 2015)
- Quartier Neuss Weckhoven, Neuss (2018, 1. Preis 2012)
- Campustower-Wohngebäude, Hafencity Hamburg (2018, 1. Preis 2014)
- KVBW-Hauptverwaltung, Karlsruhe (2018, 1. Preis 2014)
- trivago Headquarters, Düsseldorf (1. BA 2018, 2. BA vrs. 2019)
- Neue Messe Essen (2019, 1. Preis 2012)
- Fürst & Friedrich, Düsseldorf (2019)
- Neue Messe Süd Düsseldorf (2019)
- Shift, Airport City, Düsseldorf (vrs. 2020)
- YRDS, Düsseldorf (vrs. 2022)
- Hotel Moskauer Straße, Düsseldorf
- Borussia-Park, Mönchengladbach (2018)
- Textilakademie NRW, Mönchengladbach (2018)
- Flughafen München Erweiterung Terminal 1 (vrs. 2022)